# SC Rheindorf Altach
Maillots
Actualités
Le Sportclub Rheindorf Altach, abrégé SC Rheindorf Altach, SCR Altach ou plus simplement SCRA, est un club de football autrichien situé à Altach.
Le club participe aux tours préliminaires de la Ligue Europa lors des saisons 2015-2016 et 2017-2018.

## Historique
- 1926 : fondation du club sous le nom de TB Altach
- 1949 : scission de la section football en SC Rheindorf Altach

## Bilan sportif

### Palmarès
- Champion d'Erste Liga (D2) : 2006.

### Bilan européen
Note : dans les résultats ci-dessous, le score du club est toujours donné en premier.
| Saison    | Compétition  | Tour             | Club                | Domicile | Extérieur | Total |
| --------- | ------------ | ---------------- | ------------------- | -------- | --------- | ----- |
| 2015-2016 | Ligue Europa | Troisième tour Q | Vitória SC          | 2 - 1    | 4 - 1     | 6 - 1 |
| 2015-2016 | Ligue Europa | Barrages Q       | CF Belenenses       | 0 - 1    | 0 - 0     | 0 - 1 |
| 2017-2018 | Ligue Europa | Premier tour Q   | Chikhura Satchkhere | 1 - 1    | 1 - 0     | 2 - 1 |
| 2017-2018 | Ligue Europa | Deuxième tour Q  | Dinamo Brest        | 1 - 1    | 3 - 0     | 4 - 1 |
| 2017-2018 | Ligue Europa | Troisième tour Q | KAA La Gantoise     | 3 - 1    | 1 - 1     | 4 - 2 |
| 2017-2018 | Ligue Europa | Barrages Q       | Maccabi Tel-Aviv    | 0 - 1    | 2 - 2     | 2 - 3 |

Légende
- Victoire ou qualification pour le tour suivant
- Match nul
- Défaite ou élimination de la compétition